# Gargaphia sororia
Gargaphia sororia är en insektsart som beskrevs av Hussey 1957. Gargaphia sororia ingår i släktet Gargaphia och familjen nätskinnbaggar. Inga underarter finns listade i Catalogue of Life.